# كرايغ إيستون
كرايغ إيستون (بالإنجليزية: Craig Easton)‏ هو لاعب كرة قدم بريطاني، ولد في 26 فبراير 1979 في بلزهيل ‏ في المملكة المتحدة. شارك مع منتخب اسكتلندا تحت 21 سنة لكرة القدم. أما مع النوادي، فقد لعب مع دندي يونايتد ودونفرملين أثلتيك وسويندون تاون ونادي توركي يونايتد ونادي ساوثيند يونايتد ونادي ليتون أورينت.

## وصلات خارجية
- كرايغ إيستون على موقع قاعدة بيانات كرة القدم.إي يو (الإنجليزية)
- كرايغ إيستون على موقع Soccerbase.com (لاعب) (الإنجليزية)